# Fåleberg
Fåleberg är en herrgård i Mariestads kommun.
Den första skrivna källan om Fåleberg är ett markbyte mellan Bodil pärsdotter från Husaby och domprosten Nils magnusson som undertecknades den 6 december 1338.
Fåleberg var ett fideikommiss, som instiftades den 18 april 1797 av amiralitetsöverkommissarien Samuel Löfvenskiöld till förmån för hans andre son Carl Fredrik Löfvenskiöld. Fideikommisset upplöstes 1937 av Erik Leijonhufvud.
Fåleberg var ända till slutet av 1890-talet, då det byggdes om, en gammal by med ytterst egendomligt utseende. Till slut var den utan motsvarighet i landet, bebodd av ett antal bönder, som i många släktled betalade arrende in natura. På ett ganska begränsat område låg hopgyttrade om vartannat gamla halmtäckta ladugårdar, stugor, visthusbodar och andra uthus, halmstackar m. m. De flesta husen var byggda av rundtimmer och omgivna av stora humlegårdar. Nästan alla bönderna var släkt med varann. Hela gården sköttes gemensamt, eftersom ägorna låg om varandra, så att allas jordarbeten måste företas samtidigt.